# Sint-Pancratiuskerk (Melkwezer)

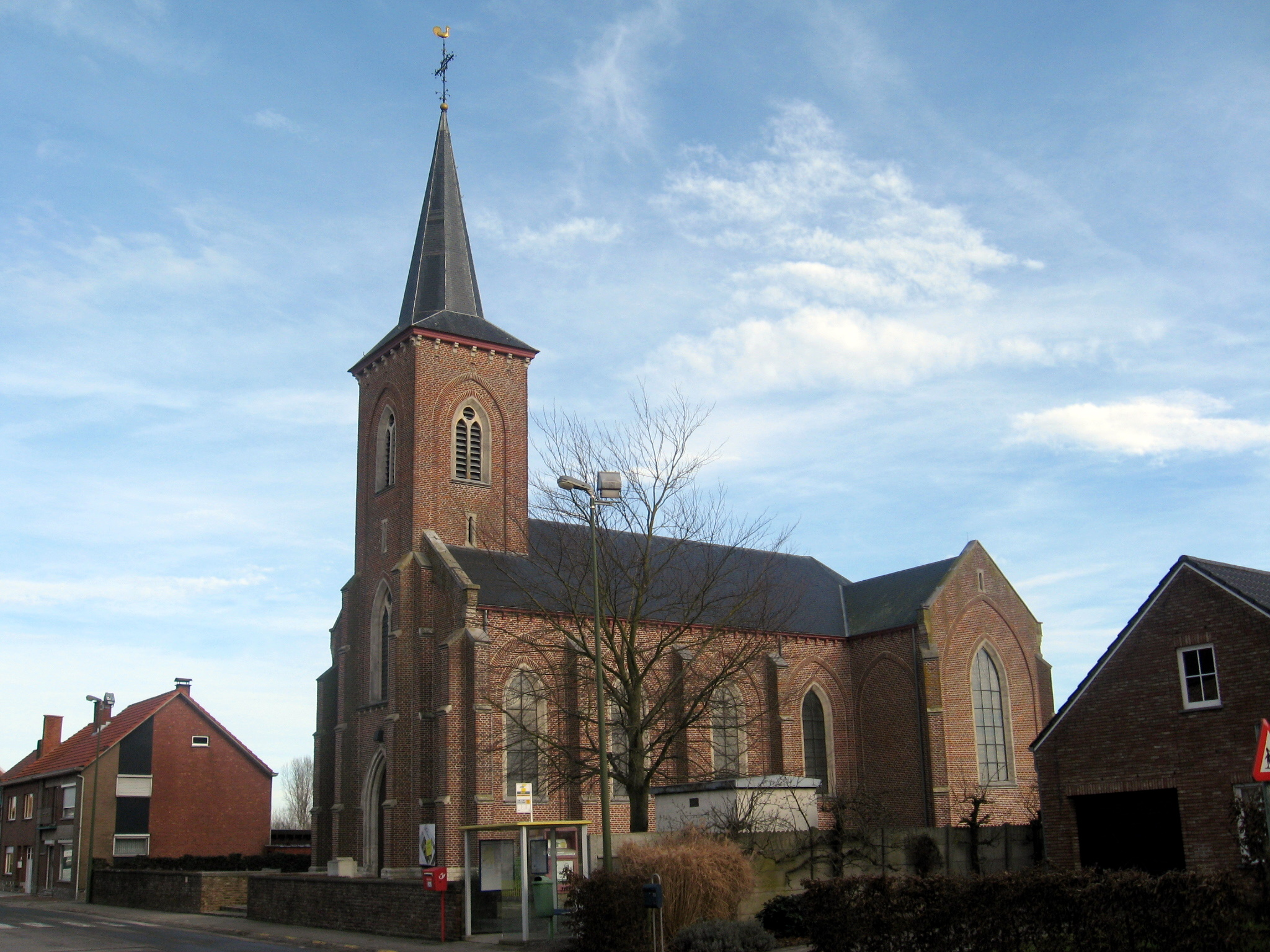
Sint-Pancratiuskerk

De Sint-Pancratiuskerk is de parochiekerk van de tot de Vlaams-Brabantse gemeente Linter behorende plaats Melkwezer, gelegen aan de Dorpsstraat.
Het betreft een neogotisch bouwwerk dat werd ontworpen door Alexander Van Arenbergh en dat werd gebouwd in 1867-1869,
Het betreft een eenbeukig bakstenen kerkgebouw met ingebouwde westtoren en driezijdig afgesloten koor.
Er zijn twee 18e-eeuwse biechtstoelen en een laat 18e-eeuws doopvont. Er zijn heiligenbeelden van Barbara en Catharine (vroeg 16e-eeuws), Sint-Sebastiaan (17e eeuw) en Sint-Eligius (begin 18e eeuw).